# Rusłan Kniazewycz
Rusłan Petrowycz Kniazewycz, ukr. Руслан Петрович Князевич (ur. 28 czerwca 1974 w Iwano-Frankiwsku) – ukraiński polityk, prawnik i urzędnik państwowy, poseł do Rady Najwyższej.

## Życiorys
W 1996 ukończył prawo na Kijowskim Uniwersytecie Narodowym im. Tarasa Szewczenki. Uzyskał stopień kandydata nauk prawnych. Pracował w Narodowej Akademii Nauk Ukrainy oraz jako asystent jednego z deputowanych. Od 1997 zatrudniony w Centralnej Komisji Wyborczej, od 2002 jako kierownik sekretariatu. Od lutego 2004 do lipca 2006 był członkiem Centralnej Komisji Wyborczej. W trakcie wyborów prezydenckich w 2004 odmówił (jako jeden z trzech członków komisji) podpisania protokołu wyników drugiej tury wskazujących na zwycięstwo Wiktora Janukowycza. W postępowaniu sądowym zeznał następnie o istotnych fałszerstwach wyborczych. Przyczyniło się to do powtórzenia drugiej tury wyborów, którą wygrał Wiktor Juszczenko z Naszej Ukrainy.
Rusłan Kniazewycz dołączył do Ludowego Związku „Nasza Ukraina”, w 2006 i w 2007 uzyskiwał mandat posła V i VI kadencji. W 2011 dołączył do Frontu Zmian, a rok później ponownie wszedł w skład parlamentu z listy skupiającej środowiska opozycyjne Batkiwszczyny. W 2014 został przedstawicielem prezydenta Petra Poroszenki w Radzie Najwyższej. W tym samym roku po raz czwarty uzyskał mandat deputowanego, kandydując z ramienia Bloku Petra Poroszenki. Do parlamentu wybrany został także w 2019.